# Maresaurus
Maresaurus es un género extinto de pliosaurio procedente del Jurásico Medio (Bajociano) de lo que ahora es Argentina. La especie tipo, Maresaurus coccai, fue nombrada por Gasparini en 1997. Análisis filogenéticos recientes han encontrado que Maresaurus es un romaleosáurido.